# .ke
.ke (Kenya) é o código TLD (ccTLD) na Internet para o Quênia, criado em 1993 e delegado inicialmente ao Dr. Shem J. Ochuodho, representando o Quênia, em 2002, após consultas e debates, foi solicitada a IANA, a re-delegação do .ke para o KENIC- Kenya Network Information Center.
A Política de Disputa utilizada pelo KENIC é a ADRP (Alternate Dispute Resolution Policy), sendo considerada uma alternativa para analisar processos de nomes de domínios sob o .ke.

## Categorias
- .co.ke - uso genérico
- .or.ke - organizações não governamentais
- .ne.ke - empresas de internet
- .go.ke - entidades do governo
- .ac.ke - entidades acadêmicas
- .sc.ke - instituições jurídicas
- .me.ke - para uso de indivíduos
- .mobi.ke - para sites móveis
- .info.ke - para sites de informação